# Шипоопашат гущер
 Тази статия е за Шипоопашат гущер.  За други животни със сходно име вижте Шипоопашати.  
Шипоопашатият гущер (Uromastyx acanthinura) е вид влечуго от семейство Агамови (Agamidae). Разпространен е в пустинните области на Северна Африка от Атлантическия океан до Червено море, предимно в Мароко, Алжир, Тунис и Либия.
В диво състояние живее до около 15-20 години. Достига дължина до 40-45 cm.

## Хранене
Видът е главно растителноядeн, но понякога яде насекоми, особено младите индивиди.

## Размножаване
Шипоопашатите гущери снасят 1 или 2 яйца до пет пъти всяка година. Малките се излюпват след 2 до 6 месеца.